# Wilhelm Windecker
Wilhelm Andreas Windecker (* 18. September 1908 in Frankfurt-Sachsenhausen; † 2. März 1979 in Köln) war ein deutscher Biologe und Zoodirektor.

## Leben
1937 arbeitete Windecker als Praktikant im Zoo Frankfurt. Von Ende 1938 bis 1939 nahm er als Walfangbiologe an Bord der Skytern an der letzten Vorkriegsexpedition des Hamburger Walfangkontors in den antarktischen Gewässern südlich von Australien und Afrika teil. Vor seiner Einberufung in den Kriegsdienst in Frankreich und Russland war Windecker wissenschaftlicher Assistent von Lutz Heck im Zoologischen Garten Berlin. Während des Krieges geriet er in britische Kriegsgefangenschaft, aus der er 1948 zurückkehrte. Anschließend war er kurzzeitig im Institut für Angewandte Zoologie an der Biologischen Bundesanstalt in Celle angestellt. Ab 1950 arbeitete er als Tierfänger und -händler in Brasilien.
Am 1. Mai 1952 übernahm er von Werner Zahn den Direktorenposten des nahezu völlig kriegszerstörten Kölner Zoos. Unter seiner Leitung wurde der Zoo im Jahr 1954 um 8 Hektar erweitert. 1957 folgte die Eisbärenanlage, 1958 das Zoorestaurant, 1961 die Fasanerie, 1962 der Neubau der Zooverwaltung, die nach dem Krieg in der Direktorenvilla untergebracht worden war, 1963 der Wirtschaftshof, im Juni 1964 die Zooschule (die als erste derartige Einrichtung Europas gilt), 1966 das Giraffenhaus, 1969 die Bärenanlagen, 1971 das Aquarium und 1973 das Lemurenhaus.
1958 gründete Windecker die erste Zoozeitschrift Deutschlands nach dem Krieg unter dem Titel Freunde des Kölner Zoo, die seit 1971 Zeitschrift des Kölner Zoos heißt. Von 1965 bis 1966 war Windecker Präsident des Verbandes Deutscher Zoodirektoren und von 1968 bis 1970 Präsident des Internationalen Zooverbandes WAZA.
1975 musste er aus gesundheitlichen Gründen von seinem Direktorenposten zurücktreten. Sein Nachfolger wurde der Arachnologe Ernst Kullmann.

## Kontroverse
Anfang der 1960er Jahre wurde Windecker von Bernhard Grzimek kritisiert, weil Theo Burauen, Kölner Oberbürgermeister von 1956 bis 1973, der auch Verwaltungsratsvorsitzender des Kölner Zoos war, zwei wilde Berggorillas aus Ruanda mitbrachte und Grzimek sich dagegen verwehrte, dass Windecker die Tiere nicht selbst geholt hatte.